# Jewgienij Biełuchin
Jewgienij Nikołajewicz Biełuchin, ros. Евгений Николаевич Белухин (ur. 20 sierpnia 1983 w Sarowie) – rosyjski hokeista.

## Kariera
- Torpedo 2 Niżny Nowogród (1999-2003)
  -  Motor Zawołże (2001/2002)
- Torpedo Niżny Nowogród (2002-2005)
- HK Sarow (2004-2005)
- Nieftianik Almietjewsk (2005-2009)
  -  Nieftianik 2 Almietjewsk (2005/2006)
- Łada Togliatti (2009-2010)
- Mietałłurg Nowokuźnieck (2010-2011)
- Donbas Donieck (2011-2014)
- Saryarka Karaganda (2014-2015)
- Torpedo Ust-Kamienogorsk (2015-2017)
- HK Szachcior Soligorsk (2017-2018)
- Torpedo Ust-Kamienogorsk (2018-2019)
- Donbas Donieck (2019)
- Tsen Tou Jilin (2019/2020)

Wychowanek klubu Spartakowiec w rodzinnym mieście. W tracie kariery grał w klubach z rozgrywek rosyjskiej superligi, KHL, WHL, białoruskiej ekstraligi, ligi kazachskiej, ligi ukraińskiej. Dwukrotnie był zawodnikiem Donbasu Donieck, po raz pierwszy od połowy 2011 do połowy 2014, a po raz drugi od czerwca do początku grudnia 2019.
W barwach Rosji brał udział w turnieju zimowej uniwersjady edycji 2009, 2011. W barwach reprezentacji Ukrainy uczestniczył w turnieju mistrzostw świata edycji 2014 (Dywizja IA).

## Sukcesy
Reprezentacyjne
- Złoty medal zimowej uniwersjady: 2009, 2011

Klubowe
- Złoty medal wyższej ligi: 2003 z Torpedo Niżny Nowogród
- Awans do Superligi: 2003 z Torpedo Niżny Nowogród
- Trzecie miejsce w Pucharze Kontynentalnym: 2012 z Donbasem Donieck
- Półfinał WHL: 2012 z Donbasem Donieck
- Pierwsze miejsce w rundzie zasadniczej WHL: 2015 z Saryarką Karaganda
- Srebrny medal WHL: 2017 z Torpedo Ust-Kamienogorsk
- Brązowy medal mistrzostw Białorusi: 2018 z Szachciorem Soligorsk

Indywidualnie
- Wysszaja Chokkiejnaja Liga (2011/2012):
  - Pierwsze miejsce w klasyfikacji strzelców zwycięskich goli w sezonie zasadniczym: 6 goli[5]
  - Siódme miejsce w klasyfikacji kanadyjskiej w sezonie zasadniczym: 44 punkty[6]